# Beweglicher Gewerberaum
Beweglicher Gewerberaum ist ein Begriff aus dem europäischen Verbraucherschutzrecht und bezeichnet einen Geschäftsraum, in dem der Unternehmer seine Tätigkeit „für gewöhnlich“ ausübt. Art. 2 Nr. 9 der Richtlinie 2011/83/EU (Verbraucherrechte-Richtlinie) stellt sie unbeweglichen Gewerberäumen gleich, in denen der Unternehmer seine Tätigkeit „dauerhaft“ ausübt.
Das deutsche Umsetzungsgesetz zur Verbraucherrechte-Richtlinie hat in § 312b Abs. 2 Satz 1 BGB diese Definition nahezu wortgleich übernommen.
Der Begriff „Geschäftsräume“ zielt nach der Rechtsprechung des Europäischen Gerichtshofs (EuGH) „auf Örtlichkeiten ab, an denen für einen Verbraucher der Umstand, dass er zu kommerziellen Zwecken angesprochen wird, kein Überraschungsmoment darstellt“. Insbesondere sei „das konkrete Erscheinungsbild eines Messestands aus Sicht der Öffentlichkeit zu berücksichtigen und genauer, ob er sich in den Augen eines Durchschnittsverbrauchers als ein Ort darstellt, an dem der Unternehmer, der ihn innehat, seine Tätigkeiten, einschließlich saisonaler, für gewöhnlich ausübt, so dass ein solcher Verbraucher vernünftigerweise damit rechnen kann, dass er, wenn er sich dorthin begibt, zu kommerziellen Zwecken angesprochen wird“. Der Verbraucher werde nur außerhalb von Geschäftsräumen des Unternehmers möglicherweise psychisch unter Druck stehen oder von der Möglichkeit zum Abschluss eines Vertrags überrascht. Nur bei außerhalb von unbeweglichen oder beweglichen Gewerberäumen geschlossenen Verbraucherverträgen besteht deshalb ein Bedürfnis, dem Verbraucher ein Widerrufsrecht gem. § 312g Abs. 1 BGB zu gewähren.
Zu den beweglichen Gewerberäumen, in denen die dort geschlossenen Verträge keinem besonderen Verbraucherschutz unterliegen, gehören etwa
- saisonale Verkaufsstände (z. B. in Skigebieten oder Seebadeorten)
- Messen und Ausstellungen im  Sinne der § 64, § 65 Gewerbeordnung (GewO), es sei denn, es werden dort fachfremde Waren oder Dienstleistungen angeboten, mit denen der Verbraucher auf dem betreffenden Markt oder der betreffenden Messe nicht rechnen muss[6][7]
- Wochenmärkte, es sei denn, dem Verbraucher werden untypischerweise fachfremde, für einen Wochenmarkt untypische Waren angeboten.